# قبو
قبو (به لاتین: Qobu) یک منطقه مسکونی در جمهوری آذربایجان است که در شهرستان آب‌شوران واقع شده است. قبو ۷۹۹۷ نفر جمعیت دارد.